# تبادل الکترونیک اطلاعات برای امور اداری، تجاری و ترابری
تبادل الکترونیکی اطلاعات برای امور اداری، تجاری و ترابری یا ادیفکت (به انگلیسی: EDIFACT، مخفف Electronic Data Interchange For Administration, Commerce and Transport) یک استاندارد تبادل الکترونیکی داده است که زیر نظر سازمان ملل ایجاد شده و هدف از آن ارائهٔ استانداردهایی‌است برای:
- مجموعهٔ قوانین دستوری برای ساختار داده
- فرایند تعاملی تبادل داده
- پیام‌های استاندارد که تبادل بین کشورها و صنایع مختلف را ممکن سازند.